# Grootpootwaterrat
De grootpootwaterrat (Leptomys elegans) is een knaagdier uit het geslacht Leptomys dat voorkomt op Nieuw-Guinea. Dit dier is bekend van verschillende locaties in Papoea-Nieuw-Guinea, van 410 tot 1500 m hoogte. Deze soort is op sommige plaatsen vrij algemeen. Het dier eet zowel insecten als vlees. Per worp worden er meestal twee jongen geboren, maar soms slechts een.
Deze soort is groter en meer gedrongen dan de andere soorten van zijn geslacht. De vacht is meer roodachtig. De staart is korter dan bij Leptomys ernstmayri. De witte vlek op het voorhoofd, zoals bij de Flywaterrat (L. signatus), ontbreekt. De kop-romplengte bedraagt 141 tot 175 mm, de staartlengte 145 tot 163 mm, de achtervoetlengte 36 tot 41 mm, de oorlengte 19 tot 22 mm en het gewicht 66 tot 120 gram. Vrouwtjes hebben 0+2=4 mammae.
Grootpootwaterrat (Leptomys elegans) · Leptomys ernstmayri · Flywaterrat (Leptomys signatus)